# Aleksandr Panfílov
Aleksandr Vassílievitx Panfílov  (en rus: Александр Васильевич Панфилов), (Bixkek, 11 d'octubre de 1960) va ser un ciclista soviètic, d'origen kirguís. Va destacar en el ciclisme en pista, concretament en la prova de Quilòmetre, on va guanyar una plata als Jocs Olímpics de Moscou.

## Palmarès
- 1980
  -  Medalla de plata als Jocs Olímpics de Moscou en Quilòmetre contrarellotge
- 1983
  - Medalla d'or a la Universiada d'estiu en Quilòmetre contrarellotge